# Gira Mundial de Bodyboard de la APB
El Gira Mundial de Bodyboard de la APB, oficialmente llamada APB World Tour, fue una competición organizada por la Asociación de Bodyboarders Profesionales (APB) para definir a los mejores exponentes de bodyboard afiliados a dicha entidad. El torneo se celebró anualmente desde 1982 hasta 2019.

## Palmarés
| Año                                                    | Organización                                   | Ganador hombres     | Ganador mujeres     | Ganador drop-knee | Ganador junior   |
| ------------------------------------------------------ | ---------------------------------------------- | ------------------- | ------------------- | ----------------- | ---------------- |
| International Morey Boogie Bodyboard Pro Championships |                                                |                     |                     |                   |                  |
| 1982                                                   | Honolulu Bodysurfing Clube                     | Daniel Kaimi        | —                   | —                 | —                |
| 1983                                                   | Honolulu Bodysurfing Clube                     | Mike Stewart        | —                   | —                 | —                |
| 1984                                                   | Honolulu Bodysurfing Clube                     | Mike Stewart        | —                   | —                 | —                |
| 1986                                                   | Honolulu Bodysurfing Clube                     | Ben Severson        | —                   | —                 | —                |
| 1987                                                   | Honolulu Bodysurfing Clube                     | Mike Stewart        | —                   | —                 | —                |
| 1988                                                   | Honolulu Bodysurfing Clube                     | Mike Stewart        | —                   | —                 | —                |
| 1989                                                   | Honolulu Bodysurfing Clube                     | Mike Stewart        | —                   | —                 | —                |
| 1990                                                   | Honolulu Bodysurfing Clube                     | Mike Stewart        | Stephanie Pettersen | —                 | —                |
| 1991                                                   | Honolulu Bodysurfing Clube                     | Mike Stewart        | Glenda Koslowski    | —                 | —                |
| 1992                                                   | Honolulu Bodysurfing Clube                     | Mike Stewart        | Mariana Nogueira    | —                 | —                |
| 1993                                                   | Honolulu Bodysurfing Clube                     | Michael Eppelstun   | Stephanie Pettersen | —                 | —                |
| 1994                                                   | Honolulu Bodysurfing Clube                     | Guilherme Tamega    | Stephanie Pettersen | —                 | —                |
| GOB World Tour                                         |                                                |                     |                     |                   |                  |
| 1995                                                   | Organization of Bodyboarders (GOB)             | Guilherme Tamega    | Mariana Nogueira    | —                 | —                |
| 1996                                                   | Organization of Bodyboarders (GOB)             | Guilherme Tamega    | Daniela Freitas     | —                 | —                |
| 1997                                                   | Organization of Bodyboarders (GOB)             | Guilherme Tamega    | Daniela Freitas     | —                 | —                |
| 1998                                                   | Organization of Bodyboarders (GOB)             | Andre Botha         | Mariana Nogueira    | —                 | —                |
| 1999                                                   | Organization of Bodyboarders (GOB)             | Andre Botha         | Karla Costa         | —                 | —                |
| 2000                                                   | Organization of Bodyboarders (GOB)             | Paulo Barcellos     | Soraia Rocha        | —                 | —                |
| 2001                                                   | Organization of Bodyboarders (GOB)             | Guilherme Tamega    | Soraia Rocha        | —                 | —                |
| 2002                                                   | Organization of Bodyboarders (GOB)             | Guilherme Tamega    | Stephanie Pettersen | —                 | —                |
| IBA World Tour                                         |                                                |                     |                     |                   |                  |
| 2003                                                   | International Bodyboarding Assocation (IBA)    | Damian King         | Neymara Carvalho    | —                 | —                |
| 2004                                                   | International Bodyboarding Assocation (IBA)    | Damian King         | Neymara Carvalho    | —                 | —                |
| 2005                                                   | International Bodyboarding Assocation (IBA)    | Ben Player          | Kira Llewellyn      | Dave Hubbard      | —                |
| 2006                                                   | International Bodyboarding Assocation (IBA)    | Jeff Hubbard        | Marina Taylor       | Dave Hubbard      | —                |
| 2007                                                   | International Bodyboarding Assocation (IBA)    | Ben Player          | Neymara Carvalho    | —                 | —                |
| 2008                                                   | International Bodyboarding Assocation (IBA)    | Uri Valadão         | Neymara Carvalho    | Dave Hubbard      | —                |
| 2009                                                   | International Bodyboarding Assocation (IBA)    | Jeff Hubbard        | Neymara Carvalho    | Dave Hubbard      | —                |
| 2010                                                   | International Bodyboarding Assocation (IBA)    | Amaury Lavernhe     | Isabela Sousa       | Cesar Bauer       | —                |
| 2011                                                   | International Bodyboarding Assocation (IBA)    | Pierre Louis Costes | Eunate Aguirre      | Damian King       | —                |
| 2012                                                   | International Bodyboarding Assocation (IBA)    | Jeff Hubbard        | Isabela Sousa       | Sacha Specker     | —                |
| 2013                                                   | International Bodyboarding Assocation (IBA)    | Ben Player          | Isabela Sousa       | Dave Hubbard      | —                |
| APB World Tour                                         |                                                |                     |                     |                   |                  |
| 2014                                                   | Association of Professional Bodyboarders (APB) | Amaury Lavernhe     | Alexandra Rinder    | Dave Hubbard      | —                |
| 2015                                                   | Association of Professional Bodyboarders (APB) | Jared Houston       | Alexandra Rinder    | Dave Hubbard      | Sócrates Santana |
| 2016                                                   | Association of Professional Bodyboarders (APB) | Pierre Louis Costes | Isabela Sousa       | Dave Hubbard      | Sócrates Santana |
| 2017                                                   | Association of Professional Bodyboarders (APB) | Iain Campbell       | Joana Schenker      | Sammy Morretino   | Nelson Flores    |
| 2018                                                   | Association of Professional Bodyboarders (APB) | Jared Houston       | Ayaka Suzuki        | Sammy Morretino   | Armide Soliveres |
| 2019                                                   | Association of Professional Bodyboarders (APB) | Tristan Roberts     | Sari Ohhara         | Sammy Morretino   | Nelson Flores    |
| 2022                                                   | International Bodyboard Corporation (IBC)      | Tristan Roberts     | Isabella Sousa      | Dave Hubbard      | Jorge Hernandez  |

### Palmarés por país
| País           | Hombres | Mujeres | Dropknee | Junior | Total |
| -------------- | ------- | ------- | -------- | ------ | ----- |
| Brasil         | 8       | 23      | 0        | 2      | 33    |
| Estados Unidos | 13      | 0       | 12       | 0      | 25    |
| Australia      | 6       | 1       | 1        | 0      | 8     |
| Sudáfrica      | 6       | 0       | 1        | 0      | 7     |
| Francia        | 5       | 0       | 0        | 0      | 5     |
| España         | 0       | 4       | 0        | 2      | 6     |
| Japón          | 0       | 2       | 0        | 0      | 2     |
| Chile          | 0       | 0       | 0        | 2      | 2     |
| Portugal       | 0       | 1       | 0        | 0      | 1     |
| Perú           | 0       | 0       | 1        | 1      | 2     |